# Arne Daelmans
Arne Daelmans, né le 16 avril 1973 à Brecht, est un coureur cycliste belge, spécialiste du cyclo-cross. Il a notamment remporté le Trophée Gazet van Antwerpen lors des saisons 1997-1998 et 1999-2000.

## Palmarès sur route
- 1998
  - 2e de Romsée-Stavelot-Romsée
- 2000
  - De Drie Zustersteden

## Palmarès en cyclo-cross
| - 1993-1994 - Cyclo-cross de la mer du Nord - Oostende - 1994-1995 - 3e du Trophée Gazet van Antwerpen - 1995-1996 - Dercy - 3e du Trophée Gazet van Antwerpen - 1996-1997 - Koningshooikt - Muhlenbach - Baumbusch - Oosteeklo - 3e du championnat de Belgique - 1997-1998 - Trophée Gazet van Antwerpen - Koningshooikt - Ruiselede/Doomkerke - Ravels - Muhlenbach - Baumbusch - Internationale Sluitingsprijs, Oostmalle - 1998-1999 - Internationale Sluitingsprijs - 2e du Trophée Gazet van Antwerpen - 1999-2000 - Trophée Gazet van Antwerpen - Jaarmarktcross Niel - Koningshooikt - Bredene - Internationale Sluitingsprijs, Oostmalle - 2000-2001 - Internationale Sluitingsprijs | - 2001-2002 - Rijkevorsel - Internationale Sluitingsprijs, Oostmalle - 2002-2003 - Internationale Sluitingsprijs - Trophée Gazet van Antwerpen, #6, Krawatencross - Beuvry - Lille - Muhlenbach - 2003-2004 - Rijkevorsel - Muhlenbach - 2006-2007 - Champion du Brabant - 3e du championnat de Belgique élites sans contrat - 2015-2016 - Champion de Belgique masters B - 2016-2017 - Champion du monde masters 40-44 ans - Champion de Belgique masters B - 2017-2018 - Champion de Belgique masters B - Médaillé d'argent du championnat du monde masters 45-49 ans - 2018-2019 - Champion de Belgique masters B - Champion de la province d'Anvers masters B - Médaillé de bronze du championnat du monde masters 45-49 ans - 2019-2020 - Champion du monde masters 45-49 ans - 2e du championnat de Belgique masters B |